# Gouverneur général de Nouvelle-Zélande
Le gouverneur général de Nouvelle-Zélande (en anglais Governor-General of New Zealand et en maori Te Kāwana Tianara o Aotearoa) est le représentant du monarque néo-zélandais, actuellement Charles III. Dans ce cadre, il agit en tant que vice-roi en Nouvelle-Zélande et dans les autres monarchies du royaume de Nouvelle-Zélande (à l'exception des Îles Cook où le roi nomme un représentant direct), et est souvent considéré comme le chef de l'État de facto.
La loi constitutionnelle de 1986 établit que « le gouverneur général nommé par le souverain est le représentant du souverain en Nouvelle-Zélande ». La durée du mandat n'est pas spécifiée explicitement, mais par convention, le gouverneur général prête serment pour une durée approximative de cinq ans. Le titre complet du mandat en anglais est : The Governor-General and Commander-in-Chief of the Realm of New Zealand (gouverneur général et commandant en chef du Royaume de Nouvelle-Zélande).
Les fonctions et rôles du gouverneur général sont décrits par les Lettres de Patentes constituant la charge du gouverneur général de Nouvelle-Zélande de 1983. Elles incluent la nomination de ministres et de juges, la dissolution du Parlement, l'approbation royale des législations, l'émission des ordonnances pour les élections, et la distinction les honneurs. Tous les devoirs du gouverneur général sont effectués au nom du roi. Au-delà de ces fonctions constitutionnelles, le gouverneur général occupe un rôle important lors des cérémonies. Il voyage énormément à travers le pays pour ouvrir des conférences ou assister à des offices et des commémorations. Lorsqu'il voyage à l'étranger, le gouverneur général est considéré comme le représentant de la Nouvelle-Zélande et du roi de Nouvelle-Zélande, et est traité comme chef d'État dans beaucoup de circonstances.
Le 22e et actuel gouverneur général de Nouvelle-Zélande, Dame Cindy Kiro, prend ses fonctions le 21 octobre 2021, succédant à Dame Patsy Reddy.

## Nomination
La nomination du gouverneur général est faite par le roi (en tant que roi de la Nouvelle-Zélande), sur l'avis du Premier ministre. L'avis du Premier ministre est, en général, le résultat d'une décision du Cabinet, et donc de l'exécutif du gouvernement du moment. Par convention, le chef de l'opposition est également consulté.
Bien que censé être neutre lors de son mandat, certains gouverneurs généraux ont soulevé la controverse lors de leur nomination. Plusieurs possédaient un passé politique chargé, mais aucun ne mena son mandat de manière partisane.

### Propositions d'élections
De temps en temps, des voix se sont élevées pour proposer l'élection du gouverneur général. Lors de la première version de la loi constitutionnelle de 1852, celle-ci contenait une disposition permettant l'élection du gouverneur général par le parlement. Cette disposition fut cependant retirée du texte final, probablement à la suite de la volonté du bureau colonial de garder un pouvoir de contrôle sur le gouvernement colonial en Nouvelle-Zélande. En 2006, le commentateur politique Colin James suggéra que le gouverneur général soit élu (ou plus exactement, nommé auprès de la reine) par un vote à la majorité de 60 %. Ses arguments étant que le système actuel est anti-démocratique, et très peu transparent, et que le public néo-zélandais avait le droit de participer à cette nomination. Un tel système existe déjà pour les gouverneurs généraux de Papouasie-Nouvelle-Guinée et des Îles Salomon. Cependant, certains ont remarqué que donner au gouverneur général une nouvelle source séparée de légitimité pouvait conduire à le rendre un rival politique potentiel des ministres.

## Mandat
Le gouverneur général est en place selon le « bon plaisir » (de par la clause II des lettres patentes) du roi. La tradition veut que celui-ci soit le représentant du monarque pour une durée minimum de cinq années, mais le Premier ministre de Nouvelle-Zélande peut conseiller au monarque de prolonger le mandat du vice-roi. Par exemple, Dame Silvya Cartwright aurait dû terminer son mandat le 6 avril 2006, mais celui-ci fut prolongé par la reine sur l'avis du Premier ministre Helen Clark, qui estimait que la période pré-électorale et le processus de nomination du Gouverneur général ne devait pas avoir lieu en même temps.
Le Premier ministre peut conseiller au roi de « rappeler » le gouverneur général et, tant que le Premier ministre garde la confiance de la Chambre des représentants, le roi est contraint par convention de suivre l'avis de son Premier ministre. Comme aucun gouverneur général de Nouvelle-Zélande n'a jamais été démis de ses fonctions, le temps de réaction de la reine à une telle demande est inconnu. Certains constitutionnalistes doutent que la reine mette en œuvre la mesure, alors que d'autres prétendent qu'elle en reporterait l'application.
Les critiques montrent du doigt la possibilité pour le Premier ministre de conseiller au roi le renvoi du gouverneur général :
« La faille dans le schéma constitutionnel [néo-zélandais] est qu'il autorise tant le Premier ministre que le gouverneur général de démettre l'autre de ses fonctions. Cette faille est exacerbée par la réticence du souverain de s'impliquer politiquement.
(Lewis Holden) »
Trois gouverneurs de Nouvelle-Zélande ont été « rappelés » : William Hobson (décédé avant d'être rappelé officiellement), le capitaine Robert FitzRoy et George Grey.
Une vacance du poste arrivera en cas de démission, décès, incapacité ou absence du territoire néo-zélandais du gouverneur général. En l'absence du gouverneur général, le membre le plus âgé de la Haute Cour de Nouvelle-Zélande agit en tant qu'administrateur du gouvernement.

## Rôle politique
Étant donné que la Nouvelle-Zélande est une monarchie constitutionnelle, le rôle du gouverneur général est pratiquement exclusivement protocolaire et apolitique. La loi constitutionnelle de 1986 déclare que « Le gouverneur général nommé par le souverain est le représentant du souverain en Nouvelle-Zélande ». Le gouverneur général exerce également un certain nombre de prérogatives royales, et les pouvoirs de réserve.
En pratique, la grande majorité du pouvoir politique est exercé par le Parlement (qui est composé de la Couronne et de la Chambre des représentants), par le Premier ministre et par le Cabinet. Par convention constitutionnelle, le gouverneur général exerce ses pouvoirs, avec très peu d'exceptions, uniquement sur l'avis du Premier ministre et des autres ministres. Bien que le roi de Nouvelle-Zélande soit également le roi du Royaume-Uni, le gouvernement britannique ne peut conseiller le gouverneur général de Nouvelle-Zélande, sous peine d'interférer avec les affaires néo-zélandaises, la Nouvelle-Zélande étant un pays indépendant et souverain. Le roi conserve tous ses pouvoirs et sa prérogative royale, mais il n'intervient personnellement que très rarement dans la vie politique néo-zélandaise. De plus, la plupart de ses devoirs sont exercés par le gouverneur général, et bien qu'il conserve seul le droit de nommer celui-ci, il le fait uniquement suivant l'avis du Premier ministre.
Le gouverneur général est obligé par convention constitutionnelle de suivre l'avis du Premier ministre dans l'exercice de ses pouvoirs, pour autant que le Premier ministre conserve la confiance de la Chambre, car suivant les conventions constitutionnelles non écrites, le gouverneur général doit nommer à ce poste l'individu le plus susceptible de conserver le soutien de la Chambre des représentants : d'habitude, c'est le chef du parti ou de la coalition de partis ayant obtenu la majorité au parlement.
Le gouverneur général est symboliquement et nominativement chef de l'exécutif, agissant sous la contrainte des conventions et précédents constitutionnels. Si le gouverneur général venait à tenter d'exercer ses pouvoirs en son nom propre, cela aboutirait le plus probablement à une crise constitutionnelle et à un tollé populaire. Dans la grande majorité des cas, le gouverneur général exerce ses pouvoirs au nom des ministres et du Premier ministre. Le Premier ministre néo-zélandais et ses ministres sont alors responsables devant la Chambre des représentants démocratiquement élue, et à travers elle, envers le peuple néo-zélandais.
Le gouverneur général nomme et renvoie les ministres du Cabinet, ainsi que les autres ministres, mais exerce cette fonction uniquement sur l'avis du Premier ministre. En pratique, c'est donc ce dernier, et non le Gouverneur général qui possède tout le contrôle sur la composition de son cabinet. Le gouverneur général peut en théorie renvoyer le Premier ministre de manière unilatérale, mais les conventions et les précédents empêchent un tel acte.

## Fonctions
Le gouverneur général est le représentant du monarque néo-zélandais, et peut exercer en tant que tel la plupart des pouvoirs dont est investi ce dernier. Si le monarque est présent en Nouvelle-Zélande, cependant, il peut exercer ses pouvoirs personnellement. De plus, certains pouvoirs, tels que la nomination du gouverneur général, et l'approbation des titres honorifiques, sont l'apanage du monarque.
Les pouvoirs conférés au gouverneur général sont détaillés dans les lettres patentes de 1983.
Le gouverneur général préside le Conseil exécutif. Le Premier ministre est nommé à ce conseil, et conseille le gouverneur général quant aux parlementaires qui doivent devenir ministres et secrétaires parlementaires.
Le Conseil de l'exécutif a comme rôle principal de publier les décrets (régulations), sous l'autorité du 'gouverneur général en Conseil'. Le gouverneur général rassemble et dissout le Parlement. Chaque session parlementaire commence par la requête du gouverneur général. La nouvelle session est marquée par l'ouverture du Parlement, durant laquelle le gouverneur général lit le Discours du Trône devant le Conseil Législatif, présentant les principaux points à l'agenda du gouvernement. La dissolution du parlement clôture une législature (de maximum trois ans), et est suivie par des élections générales pour tous les sièges de la chambre. Ces pouvoirs sont toujours effectués sur l'avis du Premier ministre. Le moment de la dissolution est affecté par un certain nombre de facteurs, le Premier ministre choisissant en général le moment le plus favorable politiquement pour son parti. Le gouverneur général peut en théorie refuser la dissolution, mais les circonstances sous lesquelles un tel acte serait garanti sont peu claires.
Avant qu'un projet de loi ne devienne une loi à part entière, il doit obtenir la sanction royale (approbation royale). Le gouverneur général agit au nom du monarque, et a en théorie deux options : il ou elle peut approuver le projet de loi, ou le refuser. De par les conventions constitutionnelles actuelles, cependant, la sanction royale est toujours octroyée.
Le gouverneur général possède également le pouvoir de nommer des juges, des ministres et d'autres officiels. Dans la pratique, ceux-ci sont toujours choisis par le Premier ministre et les membres de son gouvernement.
De plus, le gouverneur général remplit certaines des fonctions propres à un chef d'État. Il ou elle réalise des visites d'État à l'étranger, joue le rôle d'hôte auprès des chefs d'État étrangers, et reçoit les ambassadeurs et les hauts commissaires.

### Rôle protocolaire
De plus en plus, le gouverneur général représente la Nouvelle-Zélande à l'étranger, et se voit accorder les mêmes privilèges, et le même respect que le chef d'État. Pratiquement, celui-ci peut être considéré comme le chef de l'État de facto, tandis que le roi reste chef d'État de jure.
Le gouverneur général est également protocolairement le commandant en chef des forces de la Défense néo-zélandaise. Un flou juridique existe à ce propos, car il n'est pas évident que le commandement des forces armées néo-zélandaises puisse se tourner vers le gouverneur général s’il estimait que le Premier ministre ou le ministre de la Défense promulguait des ordres illégaux ou contraires à l'éthique, ou si le gouverneur général pourrait envoyer lui-même des ordres directement.
Le gouverneur général représentait également le gouvernement britannique jusqu'en 1939, quand les fonctions diplomatiques furent transmises à un haut-commissaire.

### Rôle communautaire
Le gouverneur général fournit un chef à la communauté. Les gouverneurs généraux sont toujours les patrons d'associations caritatives, sportives, ou culturelles. Le gouverneur général actuel est le président de près de 200 organisations. Le soutien ou patronage du gouverneur général envers une association montre que celle-ci mérite un soutien généralisé.
Une grande partie du rôle communautaire du gouverneur général a lieu lors de cérémonies, telles que l'inauguration officielle d'un bâtiment, le discours d'ouverture de conférences et le lancement de certains évènements exceptionnels.
Le gouverneur général passe une grande partie de son temps de travail à assister à des banquets d'État, à faire et recevoir des visites d'État, à décerner des médailles, décorations et prix.

### Pouvoirs de réserves
La reine dispose des pouvoirs de nommer et démettre de ses fonctions les ministres, et autres membres importants du gouvernement, convoquer et dissoudre le parlement, approuver les propositions de lois votées par la Chambre des représentants, et approuver des décrets soumis par les ministres à travers le Conseil de l'exécutif. La reine délègue la plupart de ses pouvoirs à son représentant, le gouverneur général. Bien que la reine et son représentant exercent ces pouvoirs selon la loi, par convention, ceux-ci agissent sur le conseil du gouvernement démocratiquement élu, dans tous les cas de figures, à l'exception de circonstances exceptionnelles.
Dans certaines circonstances (par exemple, quand le Premier ministre a perdu un vote de confiance), le gouverneur général peut agir sans l'avis du Premier ministre. Ce sont les pouvoirs de réserves. Ces pouvoirs incluent :
- dissoudre et ajourner le Parlement ;
- nommer le gouvernement ;
- dissoudre le gouvernement ;
- nommer le Premier ministre ;
- renvoyer le Premier ministre ;
- refuser la demande d'élections anticipées par le Premier ministre ;
- refuser d'approuver une proposition de loi.

L'exercice des fonctions précitées est l'objet de débats constants en Nouvelle-Zélande. Plusieurs constitutionnalistes affirment que le gouverneur général (ou le souverain) n'ont pas le droit de refuser une proposition de loi, par exemple.

### Grâce royale
Le gouverneur général exerce également la prérogative royale de clémence, un ancien droit des condamnés de provoquer une révision de leur cas, s’ils estiment qu'une injustice a été commise lors de leur procès. La grâce royale peut être exercée quand une personne proclame avoir été jugée ou condamnée injustement.
Le gouverneur général agit d'après l'avis du ministre de la Justice. Le gouverneur général a le droit de pardonner, de renvoyer un dossier devant les tribunaux, et de réduire une peine. Si un dossier est renvoyé devant les tribunaux, ceux-ci le considéreront comme s'il s'agissait d'un appel.

## Préséances et privilèges

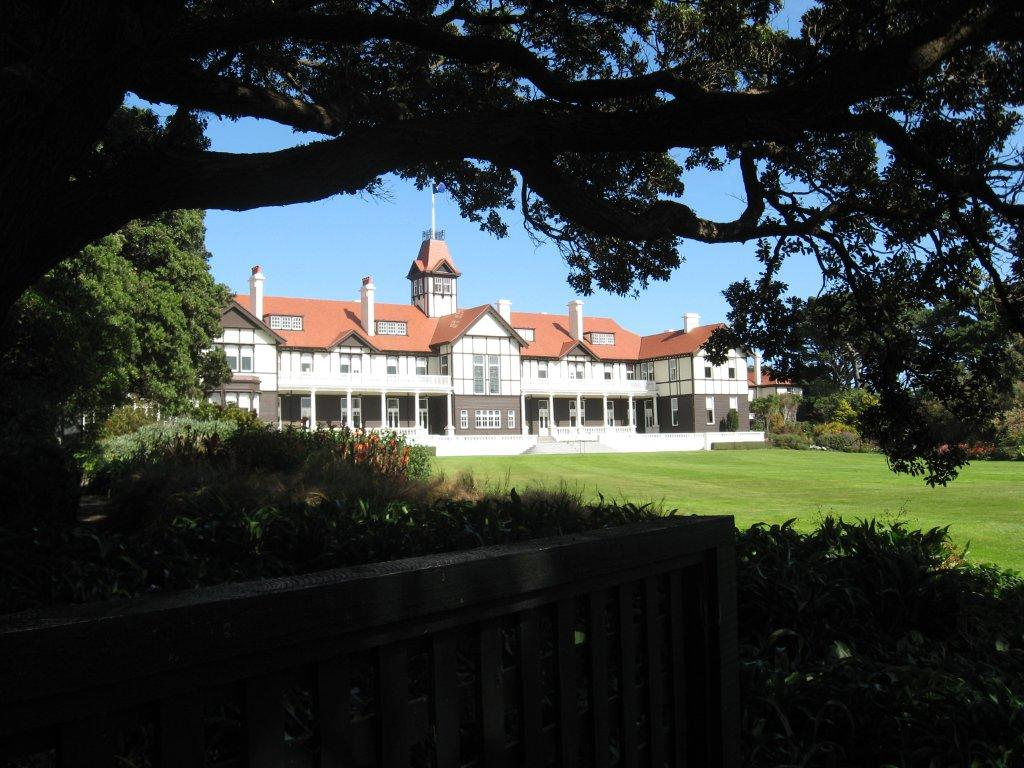
La Government House, à Wellington, résidence officielle du gouverneur général.

Dans l'ordre de préséance néo-zélandais, le gouverneur général occupe la première position, au-dessus de tous les autres individus, excepté le monarque ; bien que le roi lui-même ne soit pas cité dans l'ordre de préséance, il en occupe la première position en tant que roi de Nouvelle-Zélande. Durant son mandat, le gouverneur général est appelé Son Excellence. Ce prédicat est abandonné dès que le mandat est terminé. Pendant la durée de son mandat, le gouverneur général est détenteur des titres de chancelier de l'ordre du Mérite de Nouvelle-Zélande et compagnon principal de l'ordre du Service rendu à la Reine.
Des changements récents garantissent au gouverneur général le traitement d'honorable lors de son entrée en fonction. Ce traitement est porté à vie, et les changements sont rétroactifs, ce qui signifie que les anciens gouverneur généraux encore en vie seront autorisés à porter ce titre, s'ils ne sont déjà membres du Conseil privé du Royaume-Uni, auquel cas ils bénéficient du traitement de très honorable.
Le pavillon du gouverneur général de Nouvelle-Zélande consiste, depuis 1931, en le cimier royal — un lion couronné, debout sur la couronne de Saint-Edouard — sur fond bleu royal, et la devise néo-zélandaise sur un rouleau. Ce pavillon a préséance sur tout autre drapeau, excepté le pavillon de la reine. Il peut être utilisé sur une voiture transportant le gouverneur général, ou sur un bâtiment qui l'abrite. À l'étranger, cependant, le drapeau de la Nouvelle-Zélande est généralement utilisé, étant plus reconnaissable.
Le salaire du gouverneur général est, en 2006, de 170 600 dollars néo-zélandais et est exonéré de l'impôt sur le revenu.
La résidence principale du gouverneur général est la Government House, à Wellington. Il existe également une petite résidence secondaire, Old Government House, à Auckland, initialement la résidence officielle du gouverneur général.

## Liste des gouverneurs de Nouvelle-Zélande

### Gouverneurs
- William Hobson (1841-1842)
- Robert FitzRoy (1843-1845)
- George Grey (1845-1854 et 1861-1868)
- Thomas Gore Browne (1855-1861)
- George Bowen (1868-1873)
- James Fergusson (1873-1874)
- Marquis de Normanby (1874-1879)
- Hercules Robinson (1879-1880)
- Arthur Hamilton-Gordon (1880-1882)
- William Jervois (1883-1889)
- Comte d'Onslow (1889-1892)
- Comte de Glasgow (1892-1897)
- Comte de Ranfurly (1897-1904)
- Baron Plunket (1904-1910)
- Baron Islington (1910-1912)
- Comte de Liverpool (1912-1917)

### Gouverneurs généraux
- Comte de Liverpool (1917-1920)
- Comte Jellicoe (1920-1924)
- Sir Charles Fergusson (1924-1930)
- Baron Bledisloe (1930-1935)
- Vicomte Galway (1935-1941)
- Cyril Newall (1941-1946)
- Baron Freyberg (1946-1952)
- Sir Willoughby Norrie (1952-1957)
- Vicomte Cobham (1957-1962)
- Sir Bernard Fergusson (1962-1967)
- Sir Arthur Porritt (1967-1972)
- Sir Denis Blundell (1972-1977)
- Sir Keith Holyoake (1977-1980)
- Sir David Beattie (1980-1985)
- Sir Paul Reeves (1985-1990)
- Dame Catherine Tizard (1990-1996)
- Sir Michael Hardie Boys (1996-2001)
- Dame Silvia Cartwright (2001-2006)
- Sir Anand Satyanand (2006-2011)
- Sir Jerry Mateparae (2011-2016)
- Dame Patsy Reddy (2016-2021)
- Dame Cindy Kiro (depuis 2021)